# دی‌پتاسیم فسفات
دی‌پتاسیم فسفات (به انگلیسی: Dipotassium phosphate) با فرمول شیمیایی K۲HPO۴ یک ترکیب شیمیایی است. که جرم مولی آن ۱۷۴٫۲ g/mol می‌باشد. شکل ظاهری این ترکیب، پودر سفید است.